# Bedford MK
De Bedford MK was een middelzware vrachtwagen voor het Britse leger. Het werd in de jaren 70 gemaakt door Bedford, een dochteronderneming van General Motors.

## Geschiedenis
In het begin van de jaren 60 startte het Britse leger met een onderzoek naar de opvolger van de Bedford RL, de standaardvrachtwagen van het leger. Drie fabrikanten reageerden, namelijk Commer, Austin en Bedford. Na uitvoerige testen werd de Bedford MK, gebaseerd op het civiele model Bedford TK, geselecteerd. De belangrijkste veranderingen waren de aandrijving op alle wielen en grotere banden waarmee de bodemvrijheid werd verhoogd. De 4x4 versie kreeg een laadvermogen van 4 ton. De 5,4 liter K-motor kon diverse brandstoffen gebruiken, zoals benzine en vliegtuigbrandstof. De eerste order werd geplaatst in 1968 en de voertuigen rolden vanaf 1970 uit de fabriek.
Vanaf april 1981 werd de aanduiding van de vrachtwagen veranderd van MK naar MJ. De belangrijkste reden was de toepassing van een nieuwe motor; de K-motor werd vervangen door een dieselmotor van het J-type. Andere aanpassingen waren minimaal en aan de buitenkant was een MJ niet van een MK te onderscheiden. In 1982 werd een verder verbetering toegepast met een 5,4 liter turbo dieselmotor, deze vrachtwagen kregen de type aanduiding MJP. Productie van deze MJP voertuigen startte in september 1982.
In totaal zijn circa 50.000 exemplaren van de Bedford M-serie, zowel civiele als militaire versie, geproduceerd.

## Ontwerp
Het voertuig had een standaard indeling; voor de bestuurderscabine met motor en achter de laadruimte. De cabine bood ruimte voor een chauffeur en een passagier. De eerste exemplaren hadden nog een motor met een vermogen van 93 pk, maar al snel werd de MK met een zwaardere zescilinder dieselmotor uitgerust die een vermogen van 103 pk leverde. De cilinderinhoud van de motor was 5,4 liter. Het laadvlak van de MK was 4,28 meter lang en 2,01 meter breed.
Het voertuig werd veelal geleverd met een lange wielbasis van 3,962 meter, maar er was ook een variant met een 3,505 meter wielbasis. De brandstoftanks hadden een inhoud van 156 liter en gaven het voertuig een bereik van 560 kilometer. Een aanhangwagen met een totaal gewicht van 5 ton kon aangekoppeld worden.

## Varianten
Het voertuig werd in vele versies geleverd, met en zonder lier waaronder:
- Algemene dienst met huif
- Mobiele werkplaats
- Bureauwagen
- Verbindingsdienstauto
- Bergingsvoertuig
- Tankauto
- Kiepwagen, enzovoorts.

De MK werd veelal uitgevoerd met een vlakke laadvloer waarop losse containers voor diverse doeleinden geplaatst konden worden.
De MK was de opvolger van de Bedford RL welke nog tot in de jaren 90 in gebruik is gebleven. Vanaf 1994 werden de eerste Bedford MKs uitgefaseerd; een proces dat jaren duurde. De Bedford MK is opgevolgd door een 4x4 vrachtwagen van de fabrikant Leyland/DAF die in 1990 in productie werd genomen en de Bedford TM, een 4x4 achttonner.
Buiten Engeland is het voertuig in gebruik geweest in, onder andere, België, Denemarken, Ierland, Nederland en Zuid-Afrika.